# 小行星11169
小行星11169（11169 Alkon）是一颗绕太阳运转的小行星，为主小行星带小行星。该小行星于1998年3月20日发现。

## 轨道参数
小行星11169的轨道半长轴为2.4563314 UA，离心率为0.191。